# Homo sapiens idaltu
Homo sapiens idaltu е изчезнал подвид на вида човек (Homo sapiens). Той живее през долния палеолит преди 160 хиляди години в Африка.
Фосилизирани останки на Homo sapiens idaltu са открити в Афарския триъгълник в Етиопия през 1997 г. от Тим Уайт, но резултатите от изследването са публикувани през 2003 г. Фосилите са открити под вулканични пластове, чиято възраст е определена с радиоизотопно датиране на 154-160 хиляди години. Открити са три добре запазени черепа, най-здравият от които е на възрастен мъж (BOU-VP-16/1) с мозъчен капацитет 1450 cm3. Другите черепи са на друг възрастен мъж и шестгодишно дете.
Откритите останки се различават от тези на други ранни форми на H. sapiens, като кроманьонеца, по редица архаични черти, необичайни за H. sapiens. Въпреки това се смята, че това е пряк предшественик на съвременния човек (H. s. sapiens). За H. s. sapiens се смята, че се е развил малко след този период, тъй като хойсанската митохондриална дивергенция се датира не по-късно от преди 110 хиляди години.